# Alfonso Capecelatro di Castelpagano
Alfonso Capecelatro di Castelpagano (né le 5 février 1824 à Marseille et mort le 14 novembre 1912 à Capoue) est un cardinal italien du XIXe siècle et du début du XXe siècle. Sa famille émigre à vers Marseille après la répression du libéralisme politique par Ferdinand de Naples et retourne à Naples en 1830. Il est membre de l'ordre des oratoriens.

## Biographie
Il est élu archevêque de Capoue en 1880 et est consacré le 28 octobre de la même année par Raffaele Monaco La Valletta avec comme co-consécrateurs Luigi Filippi (it) et Placido Maria Schiaffino. Le pape Léon XIII le crée cardinal lors du consistoire du 27 juillet 1885. Le cardinal Capecelatro est bibliothécaire du Vatican de 1890 jusqu'à sa mort. Il participe au conclave de 1903 lors duquel Pie X est élu.

## Succession apostolique
Alfonso Capecelatro di Castelpagano a ordonné les évêques suivants :
- Archevêque Biagio Pisani (1895)
- Archevêque Angelo Della Cioppa (de) (1896)